# José Luis Arrieta

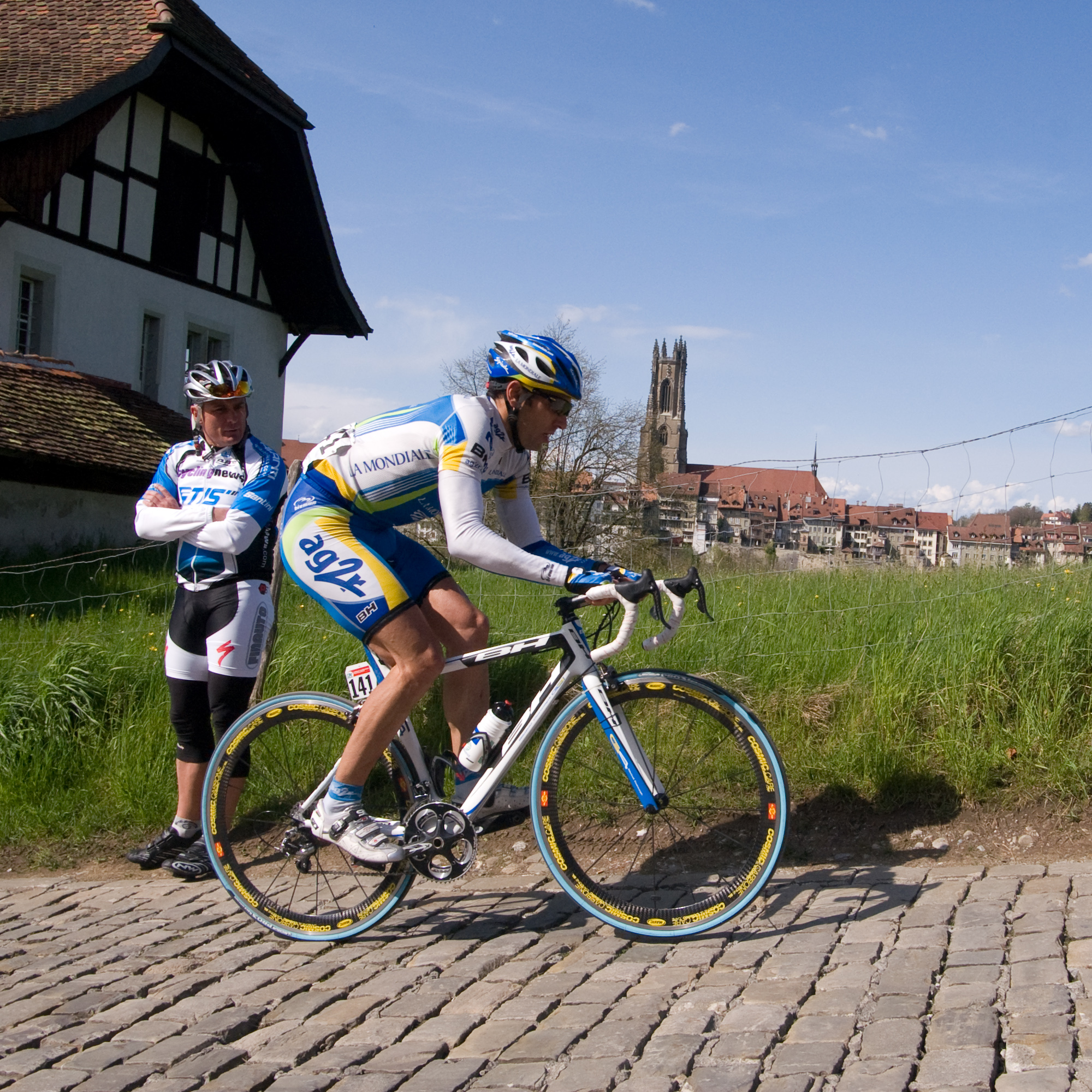
José Luis Arrieta während der Tour de Romandie 2008.

José Luis Arrieta Lujambio (* 15. Juni 1971 in San Sebastián) ist ein ehemaliger spanischer Radrennfahrer und heutiger Sportlicher Leiter.

## Karriere
José Luis Arrieta begann seine Profikarriere 1993 beim spanischen Radsportteam Banesto, bei dem er bis 2005 fuhr. In der Tour de France 1999 gewann er die Sonderwertung Souvenir Henri Desgrange. Er gewann 2002 bei der Asturien-Rundfahrt eine Etappe sowie 2006 die 19. Etappe der Vuelta a España. Er nahm zehnmal an der Tour de France teil, zuletzt 2009. Sein bestes Ergebnis war der 28. Platz in der Gesamtwertung 2006.
Von 2006 bis 2010 fuhr er für das französische ProTeam Ag2r Prévoyance und beendete anschließend seine Karriere als Berufsradfahrer. Er war beim Movistar Team, für das er (unter dem Namen Banesto/Caisse d’Epargne) bis 2005 gefahren war, bis 2021 Sportlicher Leiter.

## Teams
- 1993–2000 Banesto
- 2001–2003 iBanesto.com
- 2004 Illes Balears-Banesto
- 2005 Illes Balears-Caisse d’Epargne
- 2006–2007 ag2r Prévoyance
- 2008–2010 ag2r La Mondiale